# Цветак зановетак
Цветак зановетак је први студијски албум Светлане Цеце Ражнатовић, тада Величковић, који је издат за ПГП РТБ јуна 1988.

## О албуму
Ово је Цецин први албум након кога је вртоглаво започела каријеру и постала јако популарна, јер су сви приметили и запамтили симпатичну петнаестогодишњу девојчицу која је певала веселу песмицу Цветак зановетак.
Албум је продат у тиражу од 50 000 примерака.

## Списак песама
На албуму се налазе следеће песме:
| Бр. | Назив                           | Текст              | Музика              | Аранжман                        | Трајање |
| --- | ------------------------------- | ------------------ | ------------------- | ------------------------------- | ------- |
| 1.  | Цветак зановетак                | Боро Мајданац      | Добривоје Иванковић | Бранислав Ђорђевић, Мирко Кодић | 03:27   |
| 2.  | Желим те у младости             | Борис Мачешић      | Мирко Кодић         | Бранислав Ђорђевић, Мирко Кодић | 03:45   |
| 3.  | Ђачки споменари                 | Мила Јанковић      | Добривоје Иванковић | Бранислав Ђорђевић, Мирко Кодић | 04:23   |
| 4.  | Велико срце                     | Радмила Мудринић   | Мирко Кодић         | Бранислав Ђорђевић, Мирко Кодић | 03:34   |
| 5.  | Куда журиш                      | Миодраг Ж. Илић    | Бранислав Ђорђевић  | Бранислав Ђорђевић, Мирко Кодић | 03:20   |
| 6.  | Очима те пијем                  | Стевица Спасић     | Бранислав Ђорђевић  | Бранислав Ђорђевић, Мирко Кодић | 03:08   |
| 7.  | Детелина са четири листа        | Добрица Ерић       | Добривоје Иванковић | Бранислав Ђорђевић, Мирко Кодић | 05:00   |
| 8.  | Ето, ето прође лето             | Божидар Милојковић | Мирко Кодић         | Бранислав Ђорђевић, Мирко Кодић | 03:47   |
| 9.  | Ја тебе хоћу (feat. Љуба Лукић) | Весна Петковић     | Бранислав Ђорђевић  | Бранислав Ђорђевић, Мирко Кодић | 02:56   |

## Информације о албуму
- Тон-мајстор: Милисав Тодоровић
- Продуцент: Добривоје Иванковић
- Фото: Зоран Кузмановић
- Дизајн: Иван Ћулум
- Рецензент: Драган Стојковић
- Музички уредник: Милан Ђорђевић
- Главни и одговорни уредник: Станко Терзић